# El perquè de tot plegat (pel·lícula)
El perquè de tot plegat és una pel·lícula catalana dirigida per Ventura Pons l'any 1995 a Barcelona, adaptació cinematogràfica del recull de relats homònim de Quim Monzó. Es tracta d'un fris minimalista que tracta de la conducta humana en quinze històries diferents, cadascuna corresponent a un segment. Els temes tractats són diversos: desig, submissió, honestedat, sinceritat, passió...

## Repartiment
| Núm. | Segment         | Actor/actriu           | Personatge                |
| ---- | --------------- | ---------------------- | ------------------------- |
| 1.   | "Voluntat"      | Lluís Homar            | mestre                    |
| 2.   | "Enteniment"    | Pepa López             | muller                    |
| 2.   | "Enteniment"    | Àlex Casanovas         | marit                     |
| 3.   | "Honestedat"    | Mercè Arànega          | infermera                 |
| 3.   | "Honestedat"    | Paca Barrera           | infermera novella         |
| 3.   | "Honestedat"    | Joan Melchor           | doctor                    |
| 4.   | "Sinceritat"    | Mercè Pons             | promesa                   |
| 4.   | "Sinceritat"    | Pere Ponce             | promès                    |
| 5.   | "Submissió"     | Anna Lizaran           | dona submisa              |
| 6.   | "Competició"    | Camilo Rodríguez       | Morell                    |
| 6.   | "Competició"    | Vicenta N'Dongo        | veïna                     |
| 6.   | "Competició"    | Àurea Márquez          | babà                      |
| 6.   | "Competició"    | Jordi Boixaderas       | (veu)                     |
| 7.   | "Passió"        | Abel Folk              | marit                     |
| 7.   | "Passió"        | Sergi Mateu            | amant                     |
| 8.   | "Compenetració" | Jordi Bosch i Palacios | Jaume                     |
| 8.   | "Compenetració" | Rosa Gàmiz             | Carme                     |
| 9.   | "Ego"           | Francesc Orella        | egoista                   |
| 9.   | "Ego"           | Núria Hosta            | cita de l'egoista         |
| 10.  | "Despit"        | Beatriz Guevara        | Grmpf                     |
| 10.  | "Despit"        | Jordi Sànchez          | Piti                      |
| 10.  | "Despit"        | Carles Martí           | Xavi                      |
| 10.  | "Despit"        | Helena Colomer         | Mari                      |
| 10.  | "Despit"        | Joan Matamalas         | Toni                      |
| 10.  | "Despit"        | Lali Barenys           | Anni                      |
| 10.  | "Despit"        | Àlex Brendemühl        | Eric                      |
| 10.  | "Despit"        | Luis Posada            | (veu)                     |
| 11.  | "Desig"         | Rosa Novell            | muller                    |
| 11.  | "Desig"         | Jordi Dauder           | marit                     |
| 12.  | "Gelosia"       | Anna Azcona            | Tamar                     |
| 12.  | "Gelosia"       | Joan Crosas            | Onan                      |
| 13.  | "Amor"          | Rossy de Palma         | bibliotecària             |
| 13.  | "Amor"          | Pere Arquillué         | futbolista                |
| 13.  | "Amor"          | Marian Valera          | amiga de la bibliotecària |
| 13.  | "Amor"          | Joan Carles Gustems    | (veu)                     |
| 14.  | "Fe"            | Sílvia Munt            | muller                    |
| 14.  | "Fe"            | Ramon Madaula          | marit                     |
| 15.  | "Dubte"         | Pepe Rubianes          | boletaire                 |
| 15.  | "Dubte"         | Jorge Rodero           | gnom                      |

## Premis i nominacions
El perquè de tot plegat rebé les següents distincions:
- Premis Butaca:
  - millor pel·lícula catalana: Ventura Pons
  - millor actor català de cinema: Jordi Bosch i Palacios
  - millor actriu catalana de cinema: Rosa Gàmiz
- Associació d'Actors i Directors de Cinema de Catalunya:
  - millor actor: Jordi Bosch
  - millor actriu: Anna Lizaran
- Festival de cinema còmic de Peníscola: premi a la millor pel·lícula
- Premi Sant Jordi de l'audiència a la millor pel·lícula

També fou nominada als:
- Goya a la millor música original: Carles Cases
- Goya al millor guió adaptat: Ventura Pons
- Cavall de bronze, al Festival de Cinema d'Estocolm

## Festivals
Alguns dels festivals cinematogràfics on va participar:
- Europa: Festival Internacional de Cinema de Berlín, Mannheim, Múnic, Colònia, Bremen, Tübingen, Montpeller, Dijon, Annecy, Dublín, Cork, Londres, Manchester, Lisboa, Fantasporto (Porto), Osca, Cadis, Peníscola, Sant Sebastià, Estocolm, Milà, Zúric, Varsòvia, Brussel·les, Tessalònica, Zelanda, Luxemburg, Istanbul.
- Amèrica: Chicago, Los Angeles, Nova York, Puerto Rico, Mont-real, L'Havana, Bogotà, Santo Domingo, Buenos Aires, Asunción, Valdivia, Caracas, Montevideo.
- Àsia: Tel-Aviv, Haifa, Jerusalem, Osaka, Singapur.
- Àfrica: El Caire.